# Michelle Richfield
Michelle Richfield – brytyjska wokalistka metalowa, występująca w grupie muzycznej Sear (wcześniej także w Dominion i Blasphemer). Znana również ze współpracy z Anathemą, My Dying Bride oraz Antimatter.

## Dyskografia
- (1996) Anathema – Eternity (występ gościnny: śpiew)
- (1996) Dominion – Interface
- (1998) Dominion – Blackout
- (1998) My Dying Bride – 34.788%... Complete (występ gościnny: śpiew w utworze Heroin Chic)
- (2000) Sear – Sear (Demo)
- (2001) Anathema – Resonance (występ gościnny: śpiew w utworze Better Off Dead - cover Bad Religion)
- (2001) Antimatter – Saviour (występ gościnny: śpiew)
- (2003) Sear – Until The Dust Lies
- (2003) Antimatter – Lights Out (występ gościnny: śpiew)
- (2020) Unknown Replica - Winter Pt. 1 and Pt. 2 (Ghost Ambience Mix).